# Pierre-Emmanuel Garcia
Pour les articles homonymes, voir Garcia.
Pas d'image ? Cliquez ici

a Compétitions nationales et continentales officielles uniquement.

Dernière mise à jour le 4 octobre 2011.
Pierre-Emmanuel Garcia, né le 5 mai 1983 à Narbonne (Aude), est un joueur de rugby à XV français qui évolue au poste de centre au sein de l'effectif du Castres olympique (1,84 m pour 90 kg).Il a commencé sa carrière en poussin au GAOB. Il intègre ensuite l'école de rugby du RCNM Narbonne et connaîtra toutes les sélections nationales jusqu'au -21 ans. A 17 ans au RCNM Narbonne, il sera l'un des plus jeunes joueurs de rugby professionnel.
En novembre 2009, il est invité avec les Barbarians français pour jouer un match contre un XV de l'Europe FIRA-AER au Stade Roi Baudouin à Bruxelles. Ce match est organisé à l'occasion du 75e anniversaire de la FIRA – Association européenne de rugby. Les Baa-Baas l'emportent 26 à 39.

## Carrière
- Jusqu'en 2005 : RC Narbonne
- 2005-2009 : ASM Clermont
- 2009-2012 : Castres olympique

## Palmarès

### En club
Avec l'ASM Clermont
- Championnat de France :
  - Finaliste (3) : 2007 et 2008 et 2009
- Challenge européen :
  - Vainqueur (1) : 2007

Avec Narbonne
- Coupe Frantz Reichel
  - Finaliste (1) : 2001

### En équipe nationale
- Équipe d'Espagne de rugby à XV: 5 sélections en 2012
- Équipe des Barbarians Français Novembre 2010
- Équipe de France -21 ans : participation au championnat du monde 2004 en Écosse et 2003 en Angleterre
- Équipe de France -19 ans : Championnat du monde de rugby à XV des moins de 19 ans - Finaliste - en Italie
- Équipe de France -18 ans : tournée en Afrique du Sud en 2001
- Équipe de France Universitaire : 2 sélections en 2005 (Angleterre U)